# Kovářov
Kovářov (deutsch Kowarschow) ist eine Gemeinde in Tschechien. Sie liegt zehn Kilometer nordwestlich von Milevsko und gehört zum Okres Písek.

## Geographie

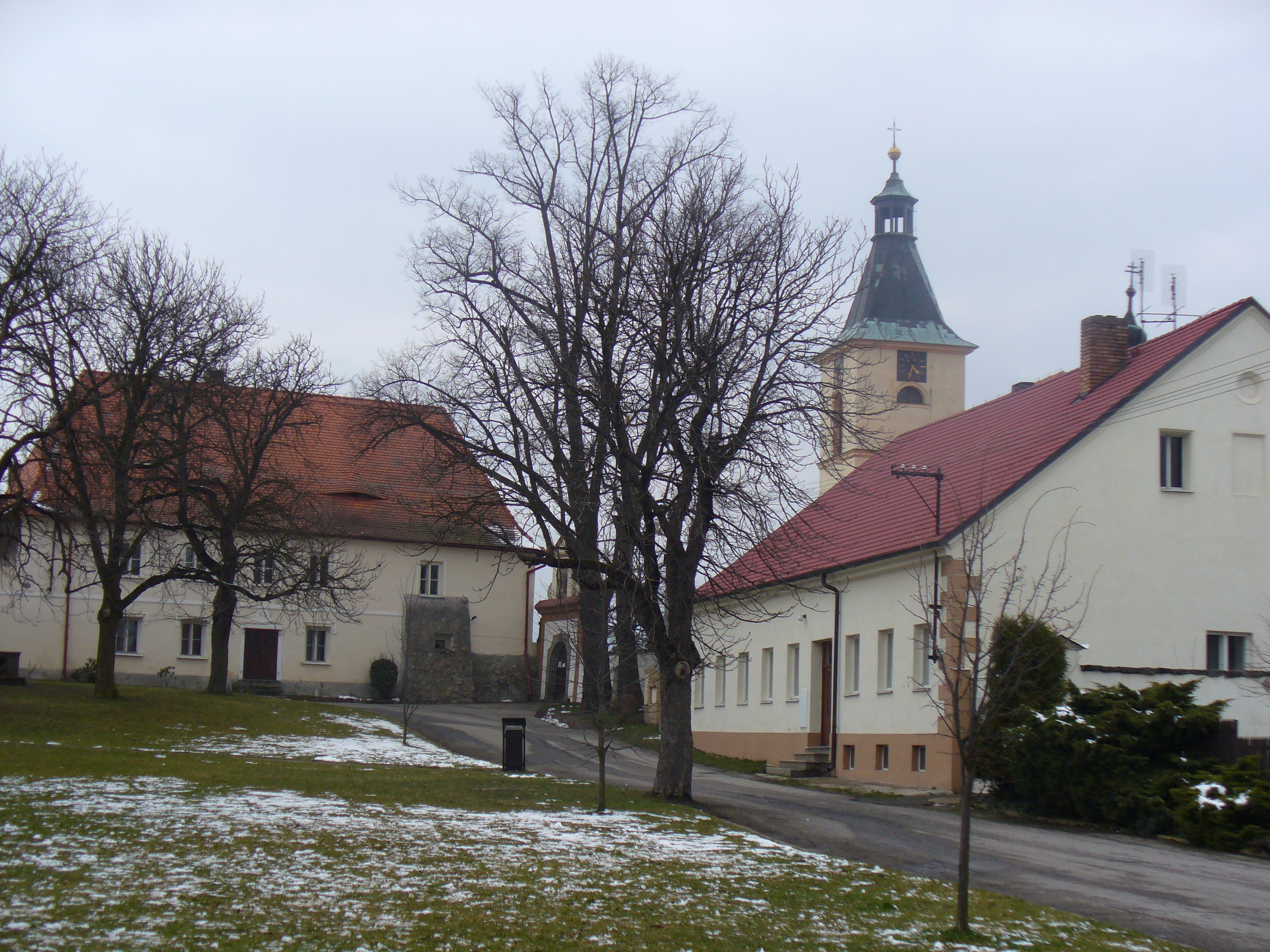
Dorfplatz in Kovářov

Kovářov befindet sich auf Hochfläche im Westen der zum Mittelböhmischen Hügelland gehörigen Milevská pahorkatina. Nördlich erhebt sich die Kovářovská hůrka (535 m), im Nordosten die Hůrka (555 m) und am südlichen Ortsausgang der Lipný (547 m). Östlich liegt das Tal des Hrejkovický potok. Nach Westen reicht das ausgedehnte Gemeindegebiet bis zu dem mit dem Orlík-Stausee gefluteten Moldautal. Durch Kovářov verläuft die Staatsstraße II/102 zwischen Milevsko und Milešov.
Nachbarorte sind Hostín, Březí und Záluží im Norden, Korňouz und Vepice im Nordosten, Hrazany, Hrazánky, Peštův Mlýn und Dobrošov im Osten, Budař, Pekárkův Mlýn, Klisinec, Něžovice und Dmýštice im Südosten, Mlýn Kotaška, Níkovice, Pechova Lhota, U Košky, Vlči und Nováčik im Süden, Pazderna, Přílepov und Kotýřina im Südwesten, Vesec, Slavoňov und Ouvary im Westen sowie Žebrákov, V Betlémě, Pelechy, Radvánov und Zlučín im Nordwesten.

## Geschichte
Archäologische Untersuchungen ergaben, dass Kovářov wahrscheinlich seit dem 9. Jahrhundert bestanden hat.
Die erste urkundliche Erwähnung von Kovářov erfolgte 1220 als Sitz des Vladiken Budislav von Kovářov. Die Feste war der Stammsitz der Ritter von Kowařow (auch Kowařowitz). Der nächste namentlich bekannte Besitzer der Feste war Rynart von Kovářov († vor 1318). Nach dessen Tod wurde Kovářov in vier Güter aufgeteilt, deren Besitzer das Kloster Milevsko, die Familien Melicharovský und Brus von Kovářov sowie Mareš von Vestec waren. Seit dieser Zeit gebrauchten auch weitere Vladikenfamilien das Prädikat von Kovářov. Die Kirche entstand zum Ende des 13. Jahrhunderts, ab 1350 teilten sich das Kloster Milevsko und Besitzer umliegender Herrschaften das Kirchpatronat. Als erster Pfarrer ist Svaněk überliefert, der bis 1365 in Kovářov wirkte. Matěj Brus von Kovářov wurde 1421 für seine treuen Dienste während der Verteidigung der Burg Karlštejn durch König Sigismund mit mehreren Gütern in der Umgebung belohnt. Die Vormünder seiner minderjährigen Kinder verkauften seinen Besitz an Jan und Matěj von Jetřichovice. Im Jahr 1461 erwarb Johann von Rosenberg den größten Teil von Kovářov. Jan Hruška ließ im 16. Jahrhundert auf seinem Anteil von Kovářov eine neue Renaissancefeste errichten, die er Nový Kovářov nannte. Im Jahr 1592 erwarb Johann Georg von Schwanberg beide Festen in Kovářov und schlug das wiedervereinigte Gut seiner Herrschaft Worlik zu. Die Lokalisierung der älteren Feste ist bis heute strittig; als Standorte kommen die Gehöfte Nr. 46 oder 25 in Frage, auf beiden sind Merkmale einer Befestigung erkennbar, möglicherweise bestanden nach der Teilung im 14. Jahrhundert auch mehrere Festen.
Nach der Schlacht am Weißen Berg wurde der Nachlass des Peter von Schwanberg konfisziert und 1622 sind die Eggenberger neue Besitzer der Herrschaft Worlik. Während des Dreißigjährigen Krieges wurde Kovářov von französischen, schwedischen und brandenburgischen Truppen heimgesucht. Das Dorf Zahořany wurde in dieser Zeit niedergebrannt. Nach dem Ende des Krieges begann eine wirtschaftliche Blütezeit des Gutes, die bis ins 18. Jahrhundert anhielt. Die Pfarre Kowařow erlosch 1626 und wurde als Filiale der Pfarre Mirowitz zugeschlagen. Im Jahre 1670 wurde in Kowařow wieder eine Pfarrei eingerichtet, zu der auch die Filialkirchen in Kostelec und Předbořice gehörten. Nachdem 1717 die Eggenberger im Mannesstamme erloschen waren, erbte das Haus Schwarzenberg deren Besitzungen. Ab 1770 wurde in einer hölzernen Chaluppe Schulunterricht abgehalten. An der Pestepidemie von 1771 bis 1772 starben in der Gegend 2180 Menschen, danach folgte eine Hungersnot. 1826 wurde die Schule aufgestockt und der zweiklassige Schulunterricht aufgenommen.
Im Jahre 1837 bestand Kowařow aus 33 Häusern mit 323 Einwohnern, darunter zwei Israelitenfamilien. Im Ort standen die Pfarrkirche Allerheiligen, die Pfarre und Schule unter herrschaftlichem Patronat, außerdem gab es einen Meierhof, ein Wirtshaus und eine Schäferei. Kowařow war Pfarrort für Radwanow (Radvánov), Friedrichsdorf (Zlučín), Předbořitz (Předbořice), Renkow (Řenkov), Kotegřin (Kotýřina), Dobroschow (Dobrošov), Wepitz (Vepice), Pechowa Lhota (Pechova Lhota), Hostin (Hostín), Zalužj (Záluží), Březy (Březí), Wesetz (Vesec), Slawoniow (Slavoňov), Klisynetz (Klisinec), Zahradka (Zahrádka) und Radegschin (Radešín). Bis zur Mitte des 19. Jahrhunderts blieb Kowařow der Fideikommissherrschaft Worlik samt den Allodialgütern Zalužan, Zbenitz und Bukowan untertänig.
Nach der Aufhebung der Patrimonialherrschaften bildete Kovářov/Kowařow ab 1850 eine Gemeinde in der Bezirkshauptmannschaft Písek und dem Gerichtsbezirk Milevsko. Im Jahre 1869 lebten in den 57 Häusern von Kovářov 506 Personen. Nachdem 1877 in der Schule eine dritte Klasse unterrichtet wurde, erwies sich der alte Bau als vollends zu klein. 1880 war das Dorf auf 59 Häuser angewachsen, in denen 521 Menschen lebten. Das neue zweigeschossige steinerne Schulgebäude wurde 1883 eingeweiht. 1886 entstand die Straße von Milevsko nach Zahořany. Ab 1919 gehörte die Gemeinde zum Okres Milevsko. Im Jahre 1921 bestand Kovářov aus 72 Häusern und hatte 430 Einwohner. 1930 lebten in den 80 Häusern des Dorfes 456 Personen. Im selben Jahr wurde die Schule in Kovářov durch einen Anbau mit Direktorenwohnung zur fünfklassigen Bürgerschule erweitert.
Die im Moldautal gelegenen Dörfer Radava und Žďákov u Chrástu wurden 1957 im Zuge der Errichtung der Orlík-Talsperre aufgelöst und später überflutet. Im Zuge der Aufhebung des Okres Milevsko wurde Kovářov Ende 1960 wieder dem Okres Písek zugeordnet. 1964 wurden Březí (mit Hostín und Záluží), Radvánov, Vepice und Vládyčín (mit Dobrá Voda und Řenkov) eingemeindet. Im Jahre 1970 lebten in den 105 Häusern von Kovářov 470 Personen. 1980 bestand Kovářov aus 133 Häusern und hatte 581 Einwohner. 1984 erhielt die Schule einen neuen Anbau mit Turnhalle, Speisesaal und Kesselhaus, das alte Grundschulgebäude wurde zum Sitz der Gemeindeverwaltung. Am 1. Januar 1985 wurde Zahořany (mit Chrást, Jalovčí, Lašovice, Lašovky, Onen Svět, Předbořice, Radava, Žebrákov und Ždákov u Chrástu) eingemeindet. Kotýřina, Slavoňov und Vesec wurden am 22. März 1990 von Kostelec nad Vltavou nach Kovářov umgemeindet. Beim Zensus von 1991 hatte das Dorf Kovářov 666 Einwohner. Seit 1996 findet in Kovářov jährlich Ende Mai, Anfang Juni das Folklorefestival Jihočeský folkorní festival Kovářov statt. Im Jahr 2001 wurden im Ortsteil Kovářov 181 Wohnhäuser und 681 Personen gezählt. Kovářov wurde 2004 Sieger im nationalen Wettbewerb Dorf des Jahres.

## Partnergemeinde
- Seftigen, Schweiz, seit 1992

## Gemeindegliederung
Die Gemeinde Kovářov besteht aus den Ortsteilen Březí (Bries), Chrást (Chrast), Dobrá Voda (Gutwasser), Hostín (Hostin), Kotýřina (Koterschin), Kovářov (Kowarschow), Lašovice (Laschowitz), Onen Svět (Onen Swiet) Předbořice (Pschedborschitz), Radvánov (Radwanow), Řenkov (Renkau), Vepice (Wepitz), Vesec (Wesetz), Vladyčín (Wladetschin), Zahořany (Sahorschan), Záluží (Salusch) und Žebrákov (Schebrakow) sowie den Ansiedlungen Hadrov, Holešice (Holeschitz), Jalovčí, Kroupov (Kraupow), Lašovky (Laschowky), Na Třepené, Pelechy I, Pelechy II, Plícov, Radava, Slavoňov (Slawoniow), Tuška und Zlučín (Friedrichsdorf).
Die früheren Ortsteile Radava (Radawa) und Žďákov u Chrástu (Schdakow bei Chrast) wurden nach 1957 überflutet.

## Sehenswürdigkeiten
- Pfarrkirche Aller Heiligen in Kovářov, der frühgotische Bau entstand zum Ende des 13. Jahrhunderts. Der 27 Meter hohe barocke Kirchturm stammt aus dem Jahre 1712. Umgeben wird die Kirche vom Friedhof der hl. Dreifaltigkeit.
- Altes Pfarrhaus in Kovářov, der Barockbau entstand 1739 bis 1740 an Stelle der Feste Nový Kovářov. 1967 wurde das Pfarrhaus von der Kirche aufgegeben und diente danach bis 2007 als Domizil der Gemeindebibliothek.
- Statue des hl. Johannes von Nepomuk auf dem Dorfplatz in Kovářov, sie wurde 1722 durch Ferdinand Maximilian Brokoff auf Kosten des Pfarrers Jan Šimon Diviš gefertigt. Sie wurde 1898 in das Verzeichnis der historischen und künstlerischen Denkmäler des Königreiches Böhmen von der Urzeit bis zum Beginn des 19. Jahrhunderts aufgenommen.
- Engelsfigur am Ortsausgang von Kovářov nach Vesec, die 1,50 Meter hohe Figur wurde für das Grab der Familie Zítek geschaffen und war ursprünglich die Dominante des Friedhofes. Nach einer Instandsetzung des Grabes wurde der Engel weggenommen und auf ein privates Feldstück aus Ortsrand umgesetzt. Im Jahre 2006 wurde die Figur restauriert.
- Kalvarienberg am Alten Pfarrhaus in Kovářov, sie wurde 1732 auf Kosten des Pfarrers Jan Šimon Diviš geschaffen. Die neben einem Kreuz stehenden lebensgroßen Figuren der Jungfrau Maria und des hl. Johannes von Nepomuk stammen ebenfalls aus der Werkstatt von Brokoff. Die Statuengruppe ist der einzige Kalvarienberg in der Region Milevsko und wurde 1898 in das Verzeichnis der historischen und künstlerischen Denkmäler des Königreiches Böhmen von der Urzeit bis zum Beginn des 19. Jahrhunderts aufgenommen.
- Moravec-Kapelle am Ortsgang von Kovářov nach Vepice, erbaut 1938 durch die Familie Hlavín anlässlich der Priesterweihe des Sohnes und zum Gedenken an die Heimkehr des Vaters und des Ehemannes aus dem Ersten Weltkrieg
- Denkmal für die Gefallenen des Ersten Weltkrieges aus Kovářov, Dobrošov, Klisinec, Vepice, Pechova Lhota, Březí, Zaluží, Radvánov, Vesec und Kotýřina, geschaffen 1921 von Jaroslav Barda aus Hrazánky
- Jüdischer Friedhof nördlich von Kovářov an der Kovářovská hůrka
- Pfarrkirche Mariä Heimsuchung in Lašovice, errichtet zwischen 1260 und 1270,
- Filialkirche der hl. Philipp und Jakob in Předbořice, erbaut zum Ende des 13. Jahrhunderts
- Bildstock bei Zahořany zum Gedenken an den Pestausbruch von 1771 bis 1772
- Kapelle der Seligen Jungfrau Maria in Jalovčí, erbaut 1935
- Aussichtsturm auf dem Koňský vrch (Roßberg, 587 m) bei Zahořany
- Aussichtsturm Langova rozhledna auf dem Hrbý (627 m) in Onen Svět, errichtet 2001
- zahlreiche Wegkreuze

Sehenswürdigkeiten
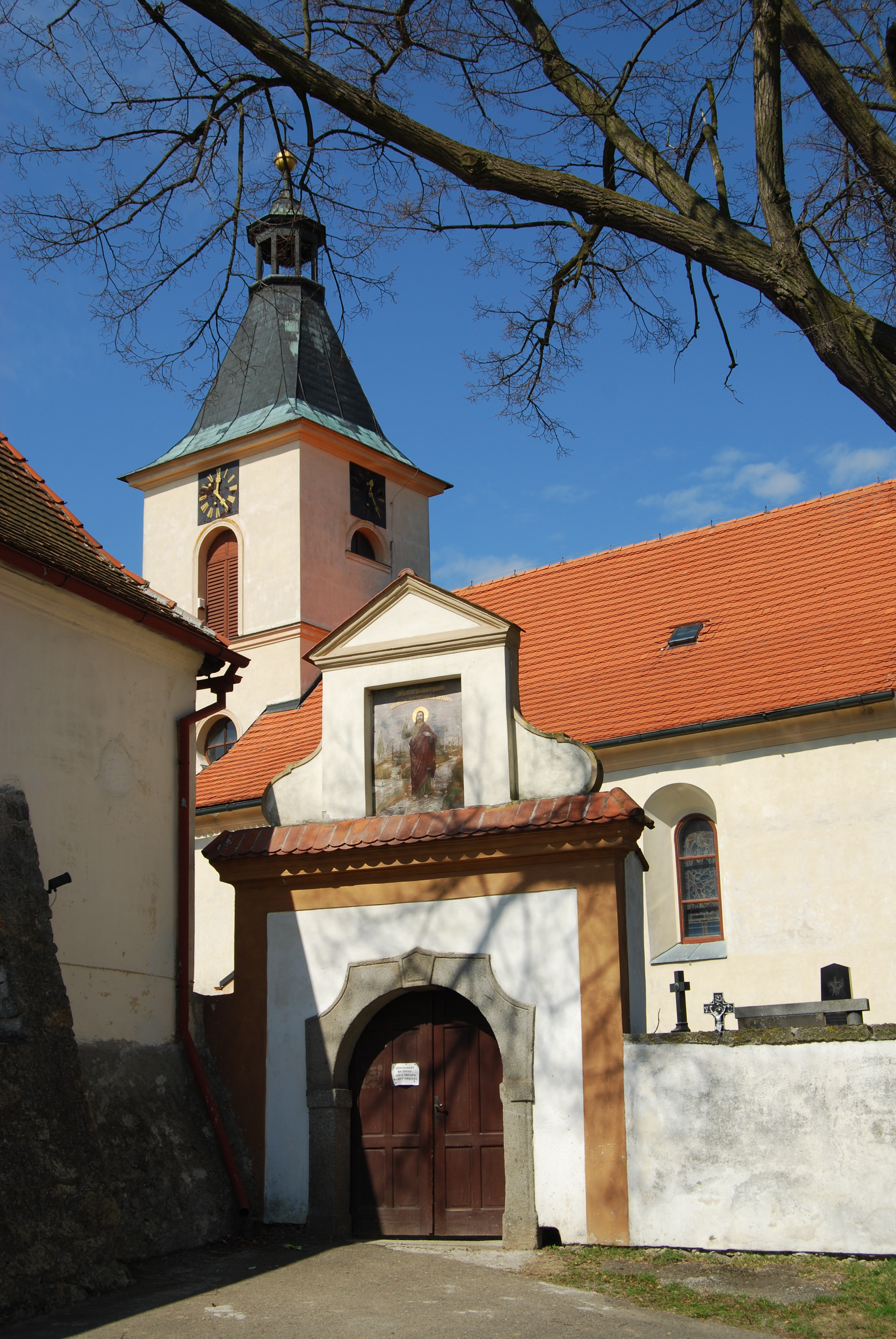
Kirche Aller Heiligen in Kovářov
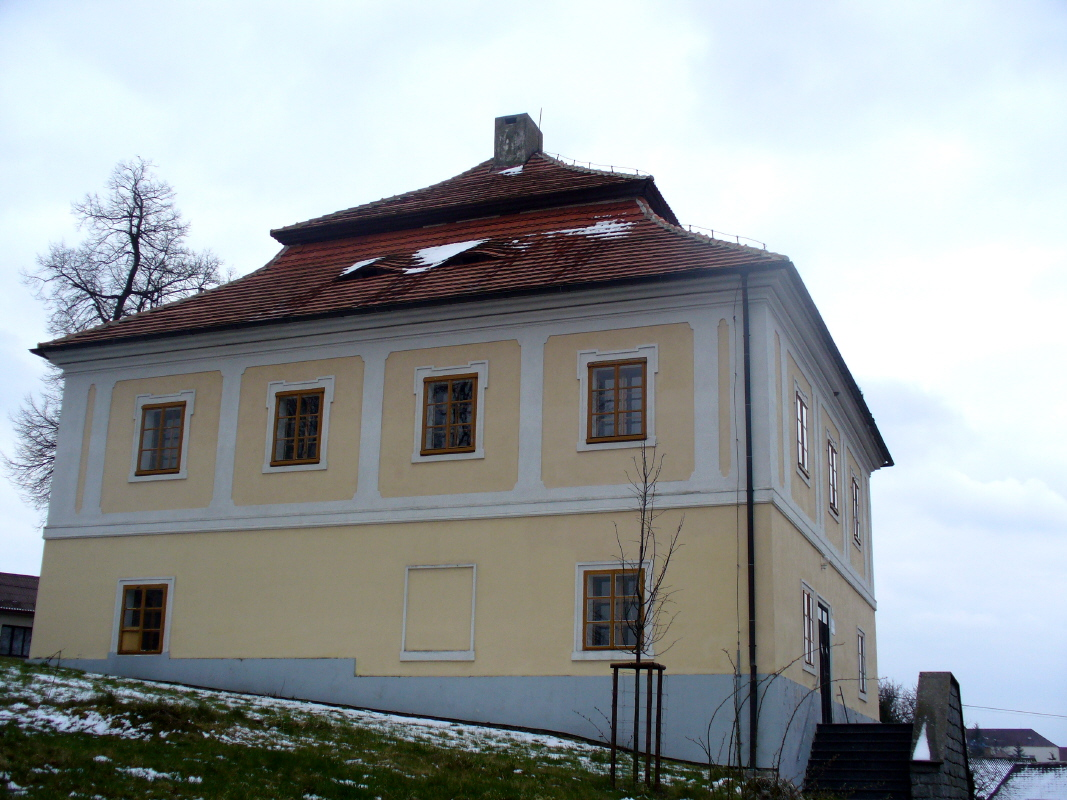
Altes Pfarrhaus in Kovářov
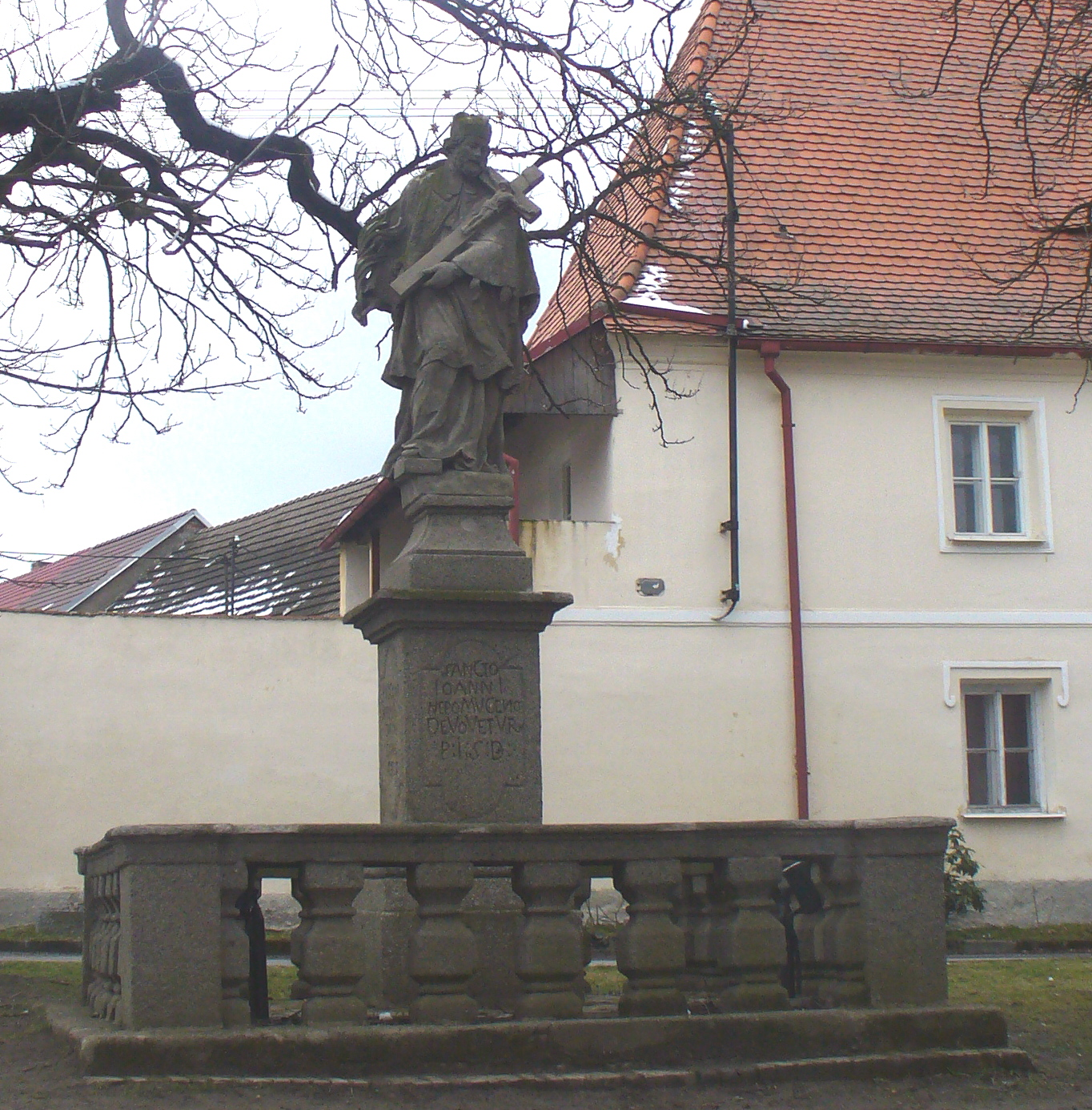
Statue des hl. Johannes von Nepomuk in Kovářov
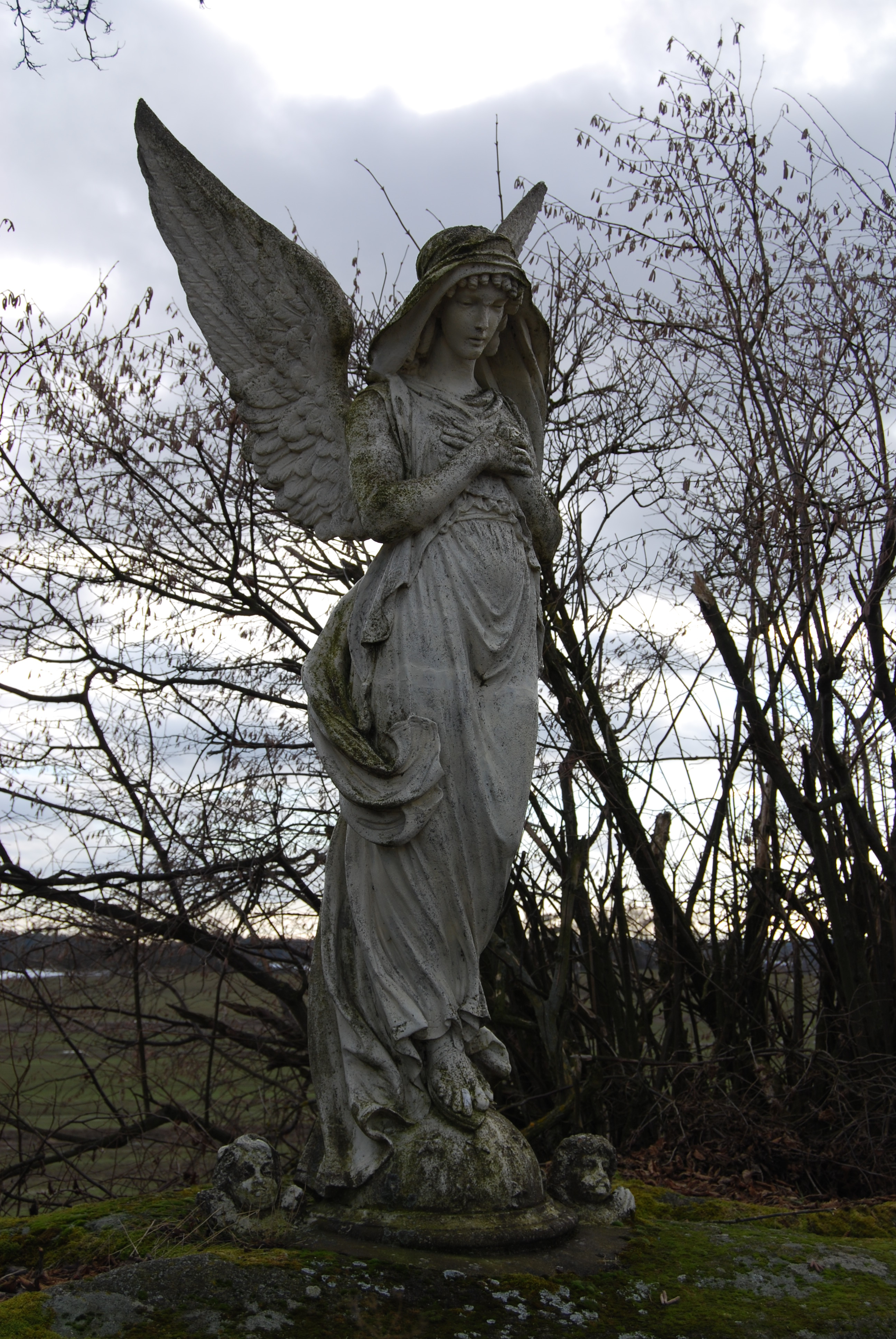
Engel am Ortsausgang nach Vesec
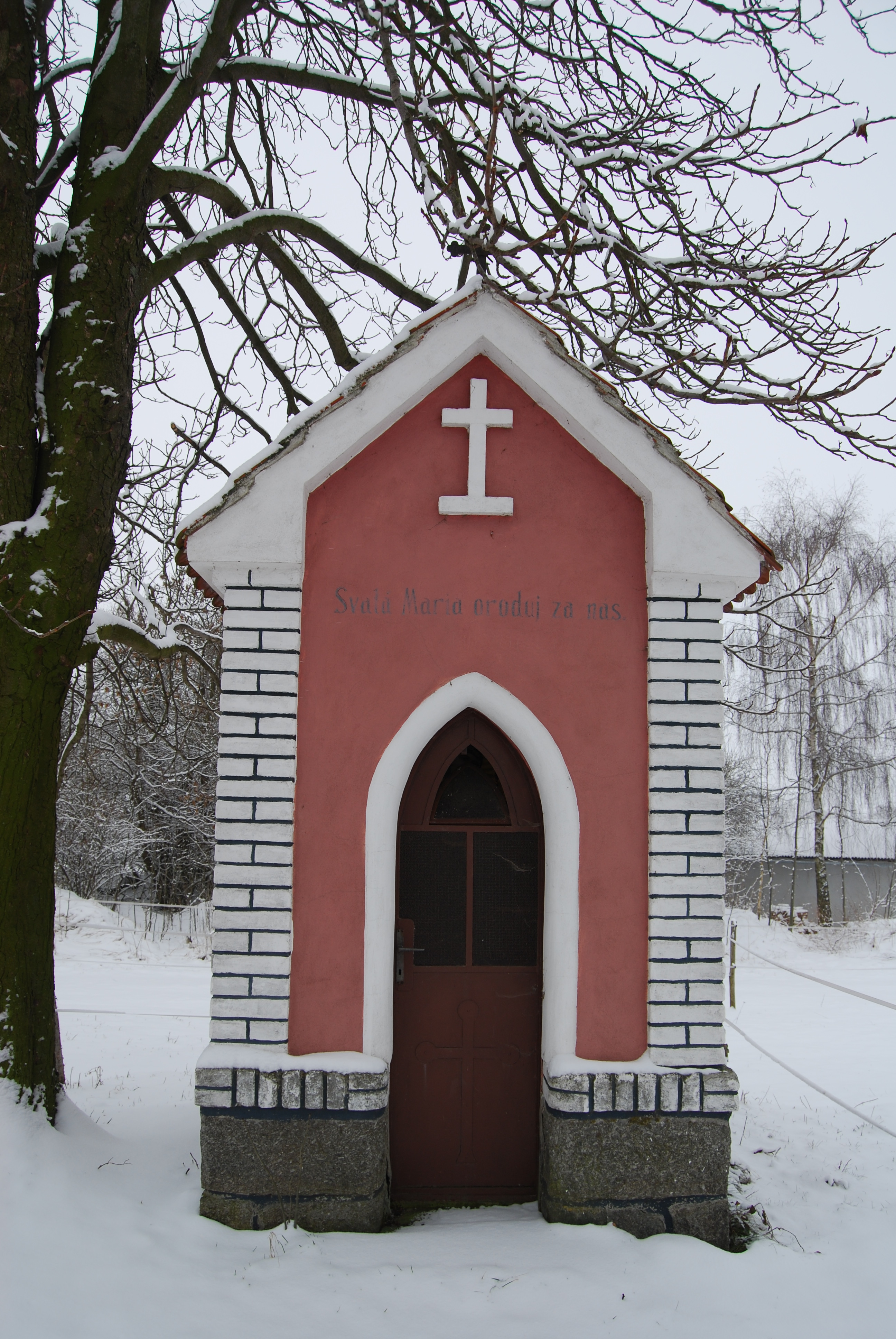
Moravec-Kapelle am Ortsausgang nach Vepice

## Söhne und Töchter der Gemeinde
- Jan Hodějovský z Hodějova (1496–1566), böhmischer Humanist, geboren in Kotýřina